# Netta
Netta (rațe cu ciuf) este un gen de rațe înotătoare, din familia Anatidae.

## Galerie

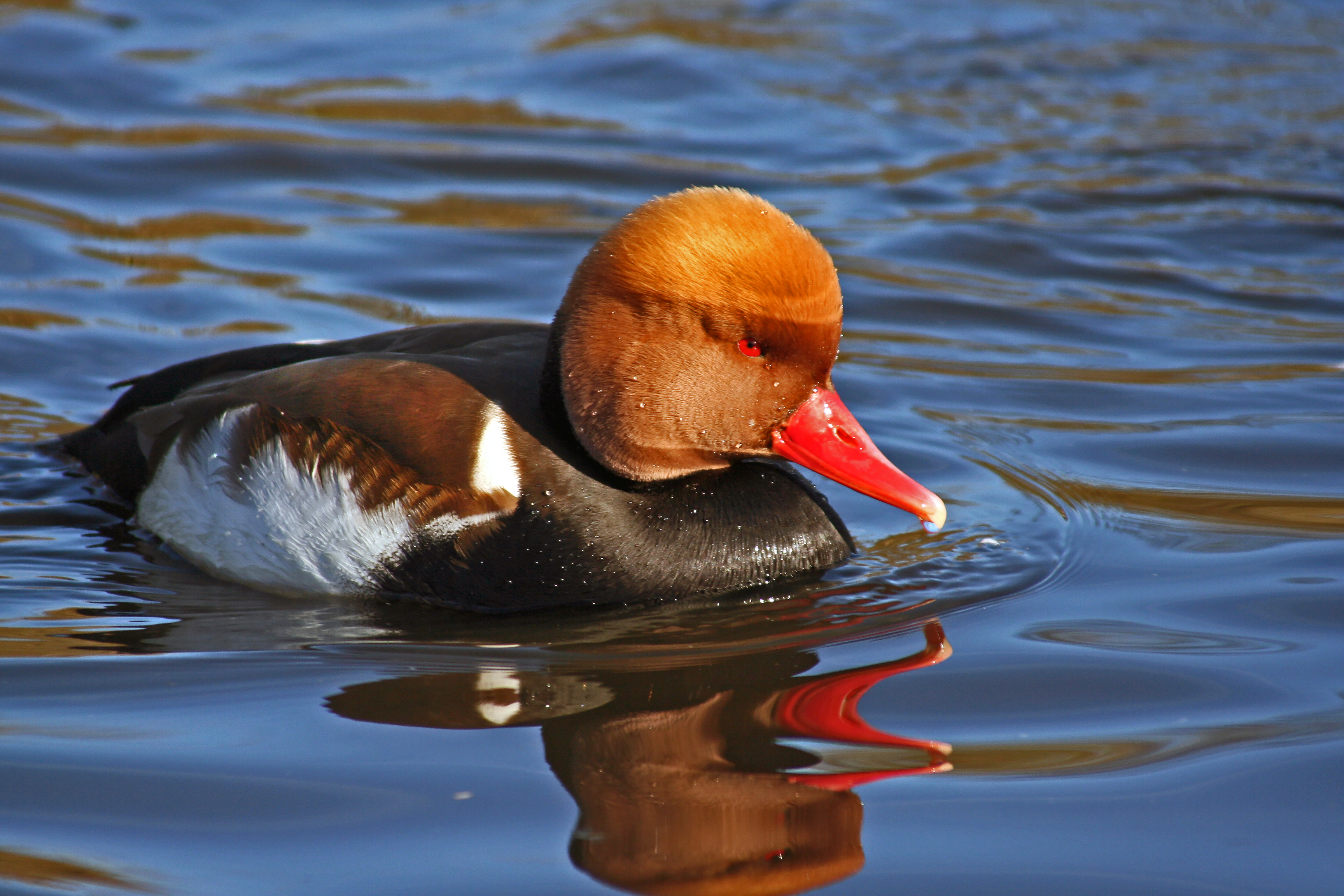
Un mascul de raţă cu ciuf
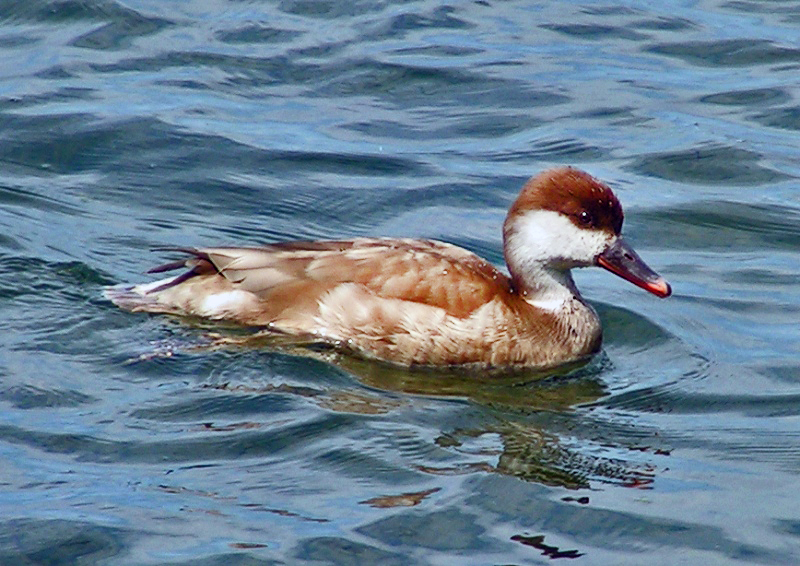
O femelă de raţă cu ciuf
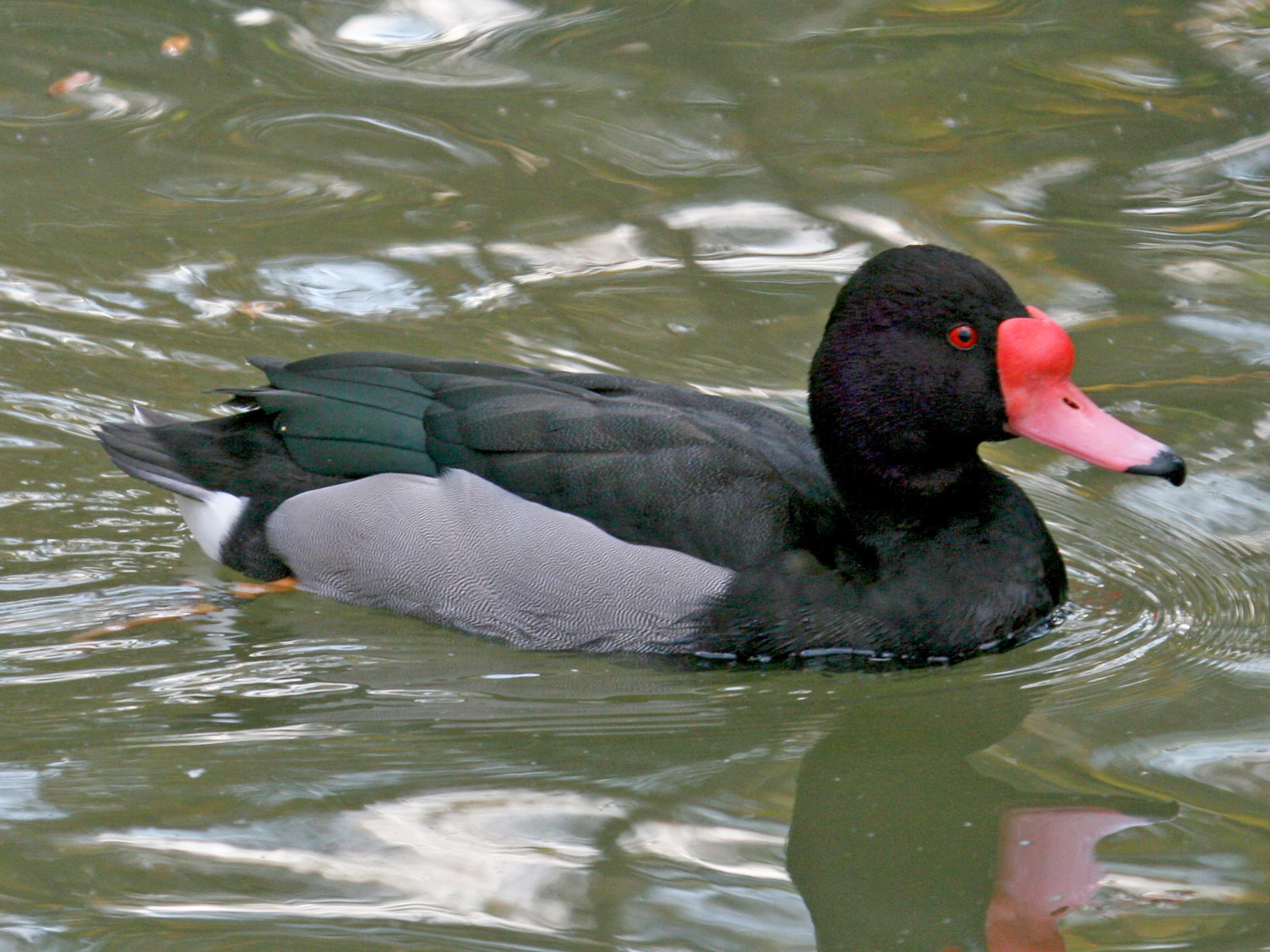
Mascul de Netta peposaca
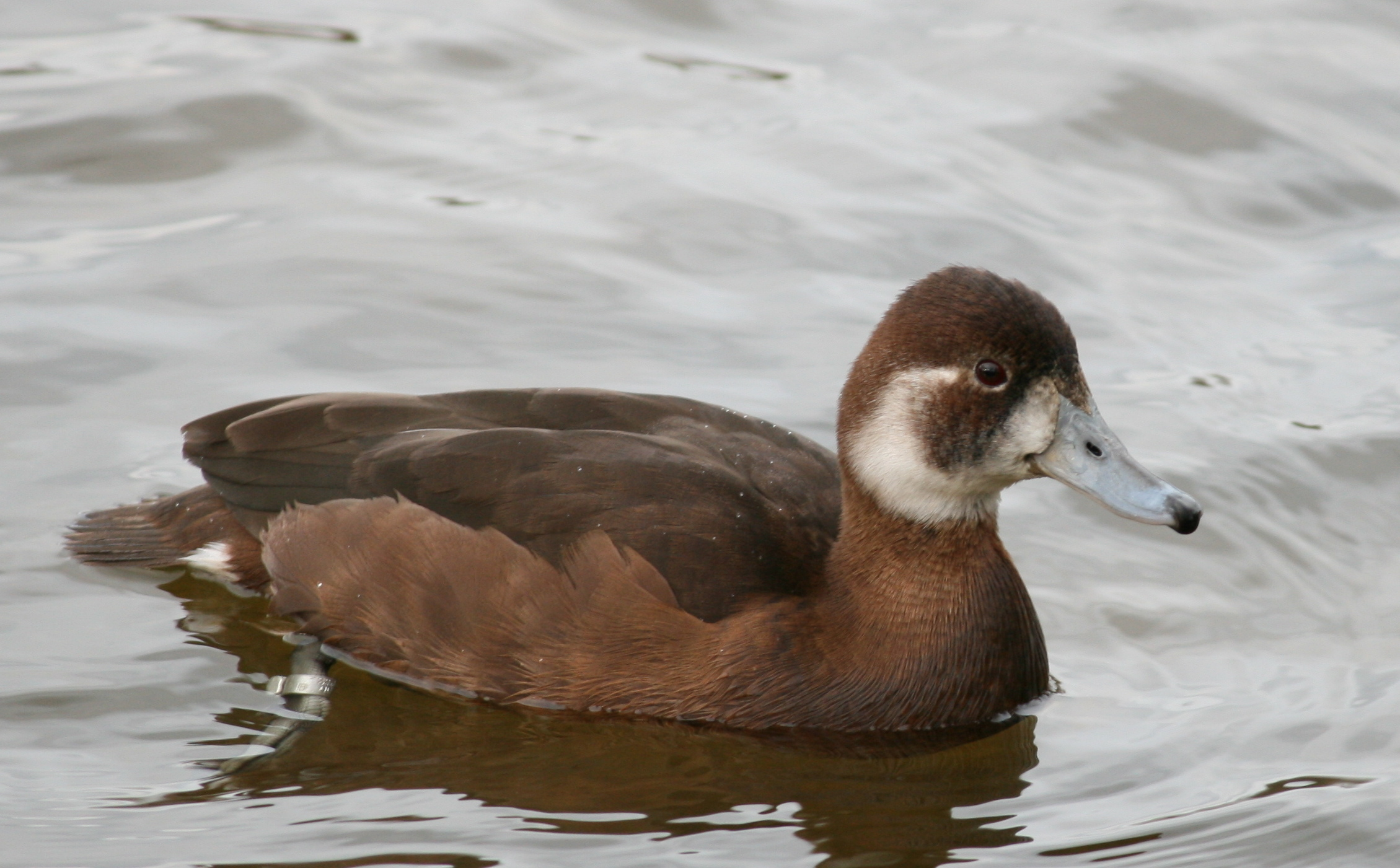
Femelă de Netta erythrophthalma